# Mick Wingert
Mick Wingert (ur. 1974 we Lemoore, California) – amerykański aktor komediowy, aktor głosowy, były futbolista.